# Judy Moorcroft
Judy Moorcroft (* 21. September 1933 als Judith Christine Moorcroft in Stockport, Grafschaft Cheshire, Großbritannien; † 13. Dezember 1991 in London-Westminster) war eine britische Kostümbildnerin.

## Leben und Wirken
Nach ihrer fünfjährigen Ausbildung am College of Art in Manchester begann Judy Moorcroft Mitte der 1960er Jahre ihre Tätigkeit bei der BBC, der sie bis 1969 angehören sollte. Seit dem Ende desselben Jahrzehnts entwarf sie Kostüme für Kinofilme.
Neben mehreren unbedeutenden Mainstream-Produktionen belieferte Judy Moorcroft auch immer wieder umfangreiche Kostümentwürfe für hochrangige Qualitätsfilme wie James Ivorys Die Europäer, die ihr ein großes Gespür für eine bestimmte Zeitepoche abverlangten. Für diesen Film erhielt sie 1980 ihre erste Oscarnominierung. Nach ihrem Hollywood-Einstieg Yentl, einem kostümintensiven Liebesfilm von und mit Barbra Streisand, hatte sich Judy Moorcroft international endgültig durchgesetzt. In kurzem Abstand war sie an zwei der wichtigsten und gefeiertsten Filme des Jahrzehnts, The Killing Fields – Schreiendes Land und Reise nach Indien, beteiligt, die ihr sehr verschiedenartige Kostümentwürfe abverlangten. Für die letztgenannte Produktion aus der Hand David Leans erhielt Judy Moorcroft 1985 ihre zweite Oscarnominierung.
Judy Moorcrofts Anschlussarbeiten waren wiederum eher konventionelle, nur selten künstlerisch fordernde Projekte. Kurz nachdem sie mit ihren Kostümen einen weiteren Indien-Film, Stadt der Freude, nachhaltig unterstützen konnte, starb Judy Moorcroft, nur 58 Jahre alt an Krebs.

## Filmografie
- 1967: Kenilworth (TV-Serie)
- 1969: Arthur! Arthur!
- 1970: Die Satansbrut (Unman, Wittering and Zero)
- 1971: Running Scared
- 1973: The 14
- 1976: Der Prinz und der Bettler (The Prince and the Pauper / Crossed Swords)
- 1977: Die Schlemmerorgie
- 1978: Mord an der Themse
- 1978: Die Europäer (The Europeans)
- 1979: Death Watch – Der gekaufte Tod
- 1979: Silver Dream Racer (Silver Dream Racer)
- 1980: Der Fluch der Sphinx (Sphinx)
- 1980: Quartet (Quartet)
- 1982: Yentl
- 1983: The Killing Fields – Schreiendes Land
- 1984: Reise nach Indien
- 1984: The Frog Prince
- 1985: Clockwise – Recht so, Mr. Stimpson
- 1986: Shanghai Surprise
- 1987: A Month in the Country
- 1988: Genie und Schnauze
- 1988: The Dressmaker
- 1989: Narren des Schicksals (Fools of Fortune)
- 1991: Stadt der Freude (City of Joy)